# Pieter Claesz

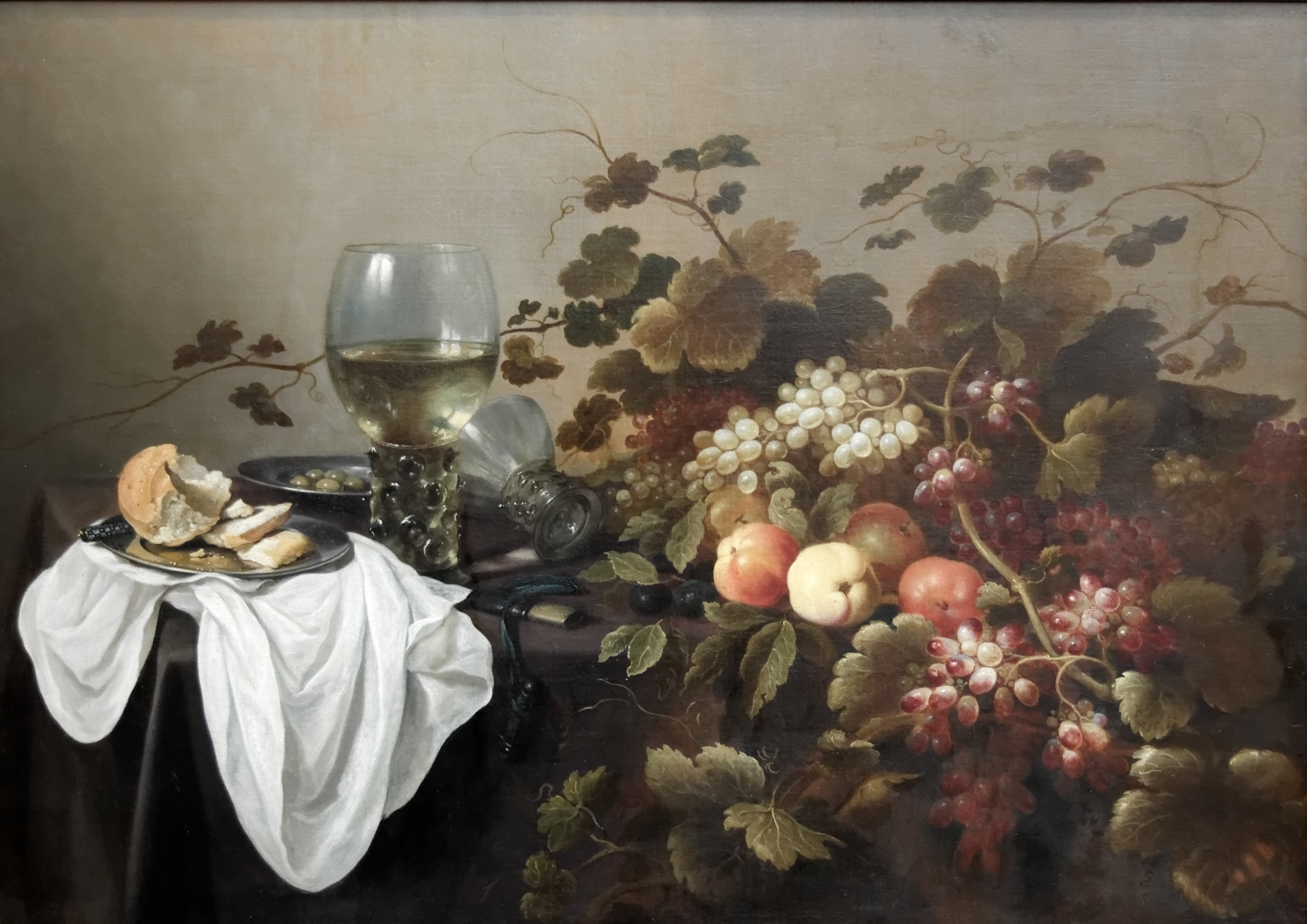
Nature morte avec fruit et Roemer, 1644. Cette œuvre porte la double signature de Pieter Claesz et de Roelof Koets.

Pieter Claesz (né à Berchem près d’Anvers vers 1596-1597, mort à Haarlem, inhumé le 1er janvier 1661) est un peintre de nature morte néerlandais (Provinces-Unies) du siècle d'or. Il est un des représentants du baroque.
Si Claesz utilisa dans ses premières œuvres une palette monochromatique de tons gris, bruns et verts, ses « pronkstilleven », natures mortes « d’apparat », plus tardives, allaient en revanche être sensiblement plus colorées.

## Biographie
Pieter Claesz est né aux alentours de 1596-1597 à Berchem, près d’Anvers, qui faisait alors partie des Pays-Bas espagnols. À une date qui nous est inconnue, il se marie une première fois, à une certaine Hillegont semble-t-il.
Il aurait accompli son apprentissage à Anvers ; c'est du moins ce que suggèrent des similitudes stylistiques entre ses œuvres les plus anciennes et celles, surtout, de Clara Peeters et Osias Beert ; mais il est possible également qu’il ait connu les peintres de nature morte de Haarlem : Nicolaes Gillis (en), Floris Claesz van Dijck et Floris van Schooten. Ses compositions, qui étaient considérées comme novatrices, font alors de lui l’un des peintres de nature morte les plus originaux ; c'est ainsi qu'en 1628, Samuel Ampzing mentionne son nom dans un poème qu'il dédie à la ville de Haarlem.
En 1634, Pieter Claesz est documenté comme membre de la guilde de Saint-Luc de Haarlem. Essentiellement actif dans cette ville, Claesz peint surtout des œuvres pour les mettre sur le marché, mais il lui arrive aussi d'exécuter des œuvres de commande.
À partir de 1628, une sérieuse concurrence apparaît à Haarlem entre Pieter Claesz et Willem Claeszoon Heda, lequel s’inspirait fortement de lui et le suivait de près dans toutes ses innovations.

## Œuvres
Avec Willem Claeszoon Heda, qui fut également actif à Haarlem, il fut l’un des peintres les plus importants d’un certain type de nature morte, qui peut être réparti en trois catégories, appelées en néerlandais :
- « ontbijtgens » (i.e. litt. « "petits" déjeuners ») : une nature morte avec du pain, des couteaux, du poisson, ce que l’on mange durant un repas situé en fin de matinée ;
- « banketgens » (i.e. litt. « petits banquets ») : une nature morte dans laquelle est représenté un pâté bien rempli ;
- « toebackjes » (i.e. litt. « petits tabacs ») : une nature morte avec du tabac, une pipe, et autres objets du même type.

Un certain nombre de natures mortes de Claesz renvoient à la mort et au caractère éphémère de la vie et du plaisir ; ce sont ce que l'on appelle des vanités. Il emploie couramment des bougies éteintes ou complètement consumées, des instruments de musique, des montres, de vieux livres, des instruments pour écrire telle une plume d’oie, des crânes, etc. Ces natures mortes de Claesz n’étaient donc pas destinées à impressionner, mais plutôt à encourager le public à mener une vie bonne et religieuse.
Cependant, il peint aussi beaucoup d’aliments, comme du pain, du fromage, du vin, des huîtres, du poisson, de la volaille, du jambon, des olives et des noix. Le citron est également souvent représenté, comme touche jaune dans la palette monochromatique. Claesz réalisa par ailleurs aussi des « pronkstilleven », natures mortes « d’apparat », dans lesquelles sont représentés des coupes en argent ou en or plus lourdement décorées, beaucoup de fruits et de fleurs.
Claesz, toutefois, emploie rarement des fruits dans ses peintures. S’il le faisait, il avait recours à un collègue peintre, Roelof Koets, qui alors remplissait la moitié du tableau de fruits et de feuilles de vigne, y plaçait une corbeille, etc. Dans ce cas, ils signaient tous les deux. Claesz lui-même signait des initiales PC, ou PCH (« H » pour Haarlem).
Une évolution dans la composition est perceptible. Si, au début, il disposait fréquemment les objets en croix ou dans une diagonale rigoureuse, par la suite il utilisa beaucoup plus le chevauchement des objets, ce qui crée une plus grande profondeur. En outre, au cours de sa vie, il élargit son point de vue : ainsi la vue latérale sur la table de la nature morte devint-elle plus fréquente que la vue en plongée.
Claesz, souvent, utilisa les mêmes objets dans ses natures mortes : un couteau avec un lourd manche en nacre, un Roemer, une bouteille de verre brun, des assiettes en étain et des cruches à col de cygne, ainsi que de fin coquillages de porcelaine importés de Chine. Souvent, un verre est représenté couché, ce qui confère une certaine tension à la composition.
Si, au début de sa carrière, Claesz utilisait assez souvent des couleurs vives, ses œuvres par la suite s’adoucirent et leur atmosphère devint plus intime, et il employa des couleurs presque monochromatiques. Cette évolution eut également lieu chez les peintres de paysages, dont le fils de Claesz, Nicolaes Berchem.
Chez Claesz, l’utilisation qui est faite de la lumière et de l’ombre est remarquable. Il peint les reflets se répercutant d’un objet sur un autre, et peut donner un bon rendu de l'effet de la lumière sur diverses surfaces, ce qui permet de distinguer une assiette en étain d’une assiette en argent, un roemer, un pot en céramique. Cette maîtrise dans le traitement de la matière apparaît d’ailleurs chez plusieurs peintres néerlandais du XVIIe siècle.
Claesz, avec Heda, fut à l’origine d’une tradition de la nature morte. Par ailleurs, Nicolaes Berchem, le fils de Claesz, fut un peintre de paysage réputé.
En 2004/ 2005, une exposition itinérante rassemblant quarante-cinq œuvres de Claesz fut montée et présentée au Musée Frans Hals à Haarlem, ensuite au Kunsthaus de Zurich, et enfin au National Gallery of Art de Washington.

### Galerie

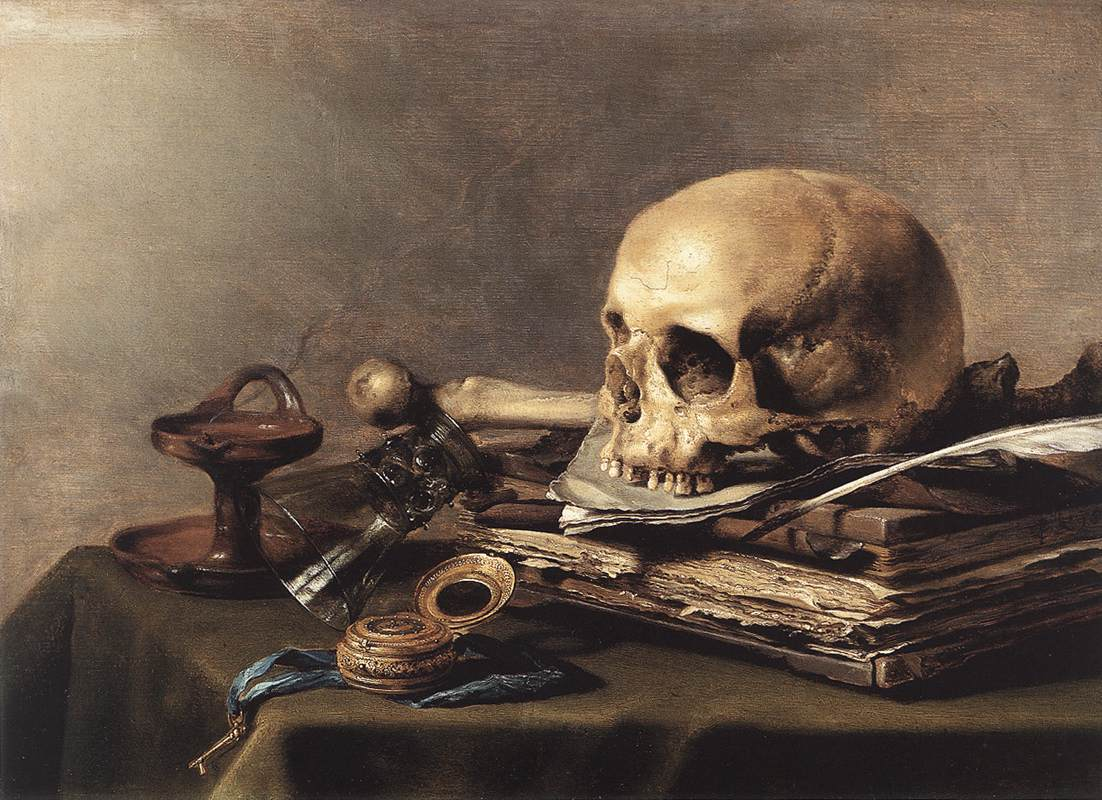
Vanité - nature morte, huile sur panneau, 39,5 × 56 cm, 1630 (Mauritshuis, La Haye).
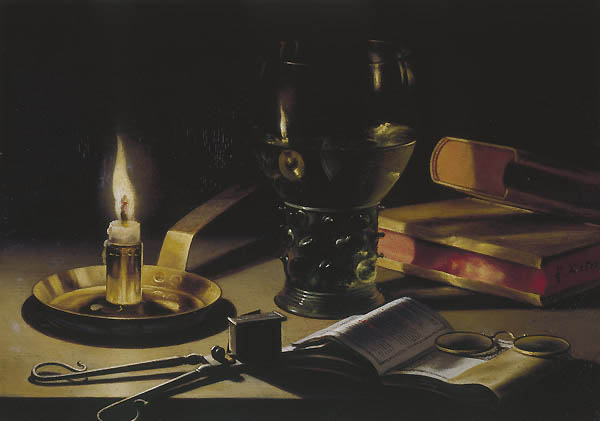
Nature morte à la bougie se consumant, 26,1 × 37,3 cm, 1627 (Mauritshuis, La Haye).
Nature morte au pâté de paon, 77,5 × 128,9 cm, 1627, (National Gallery of Art, Washington).
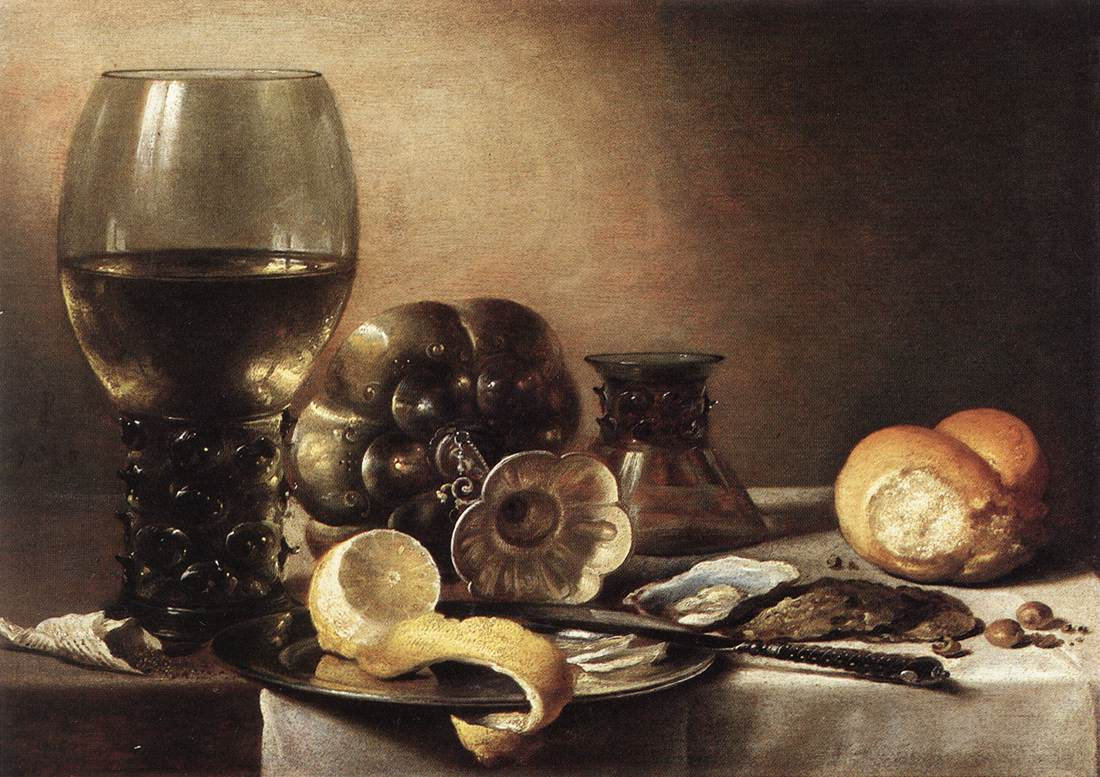
Nature morte, huile sur planche de chêne, 38 × 53 cm, 1633 (Gemäldegalerie Alte Meister, Cassel).
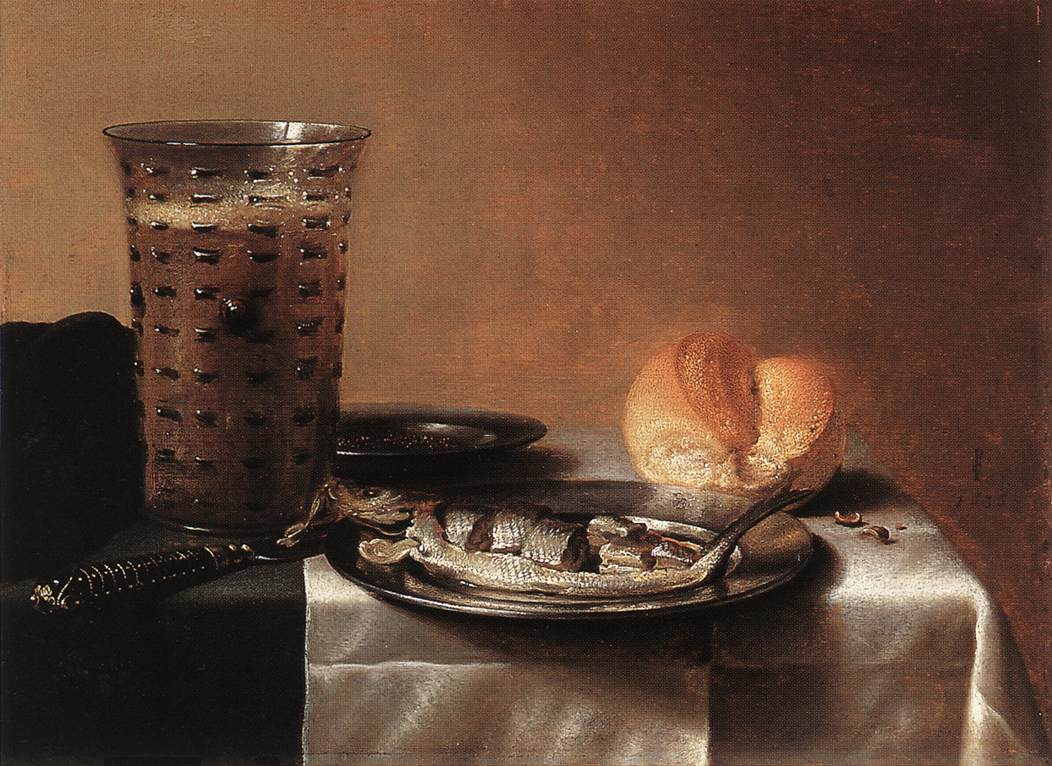
Nature morte au hareng, huile sur toile, 36 × 46 cm, 1636 (Musée Boijmans Van Beuningen, Rotterdam). Œuvre de la période véritablement « monochrome » de Claesz (1630-1640).

### Le Pieter Claesz du Louvre

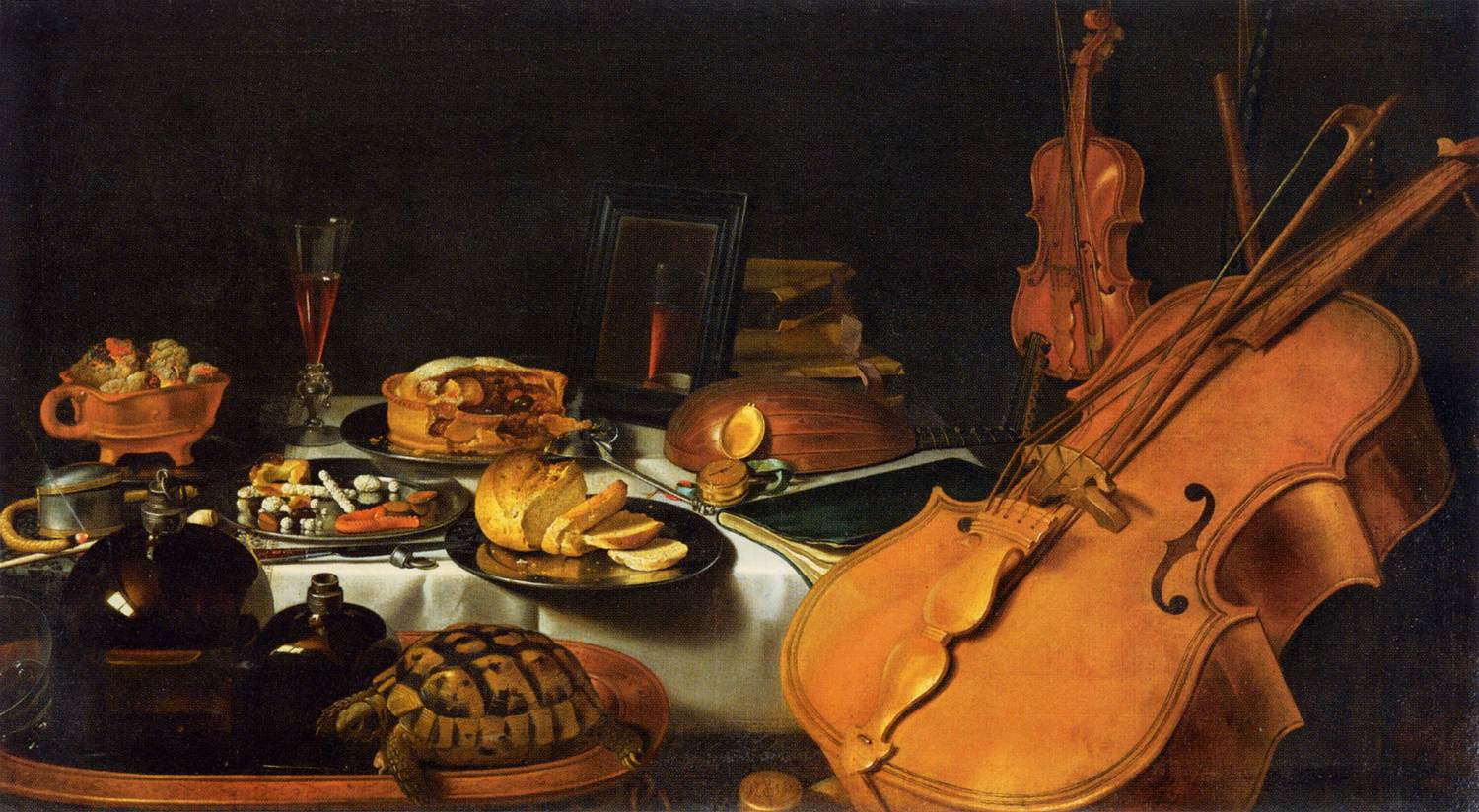
Nature morte aux instruments de musique, Musée du Louvre, Paris.

Le musée du Louvre ne possède qu'un seul tableau de Pieter Claesz : une Nature morte aux instruments de musique, huile sur bois, 69 par 122 cm, monogrammée et datée PC A(nn)O 1623.
L'œuvre est « donnée » au Louvre en 1939 par l'industriel du textile Friedrich Unger (1891-1954) dans le but de favoriser plus aisément sa naturalisation. En même temps, Friedrich Unger donna un tableau de Francesco Trevisani, alors attribué à Jacques-Louis David, et une nature morte de Jan II de Heem par l'intermédiaire de son associé Otto Anniger. Si l'administration accepta avec célérité la triple donation, la procédure de naturalisation fut plus lente et échoua. Apatride israélite, résidant alors à Aurillac, Unger avait pu fuir l'Autriche. Emprisonné par la Gestapo, il avait cédé ses participations dans ses entreprises textiles à des industriels et avait abandonné la majeure partie de sa collection de tableaux. Pendant l'après-guerre, il essaya en vain de se faire restituer ses œuvres données au Louvre. Sa fille Grete, née en 1927, a pu, en septembre 2009, obtenir une compensation financière du gouvernement français à hauteur d'1,37 million d'euros.

### Liste d'œuvres
- Nature morte avec fruits et gâteaux, monogrammé et datée 1622, 45 × 59 cm, Sotheby’s Londres, 03-07-97[4]
- Nature morte aux instruments de musique, 1623, 69 × 122 cm, musée du Louvre, Paris[5]
- Nature morte à la bougie, 1627, 26 × 37 cm, La Haye, Mauritshuis[6]
- Vanité, 1628, huile sur bois, 71 × 80 cm, Amsterdam, Rijksmuseum[7]
- Vanité, 1630, huile sur bois, 39 × 56 cm, La Haye, Mauritshuis[8]
- Nature morte avec tabatière et silex, harengs, petit pain, verre de bière et cruche à tête barbue, 1644, huile sur bois, 59 × 83 cm, Musée des beaux-arts de Nantes[9]
- Déjeuner au jambon, 1652, huile sur bois, 63 × 76 cm, musée de l'Ermitage, Saint-Petersbourg[10]